# Шверинский собор
Кафедральный собор Святой Марии и Святого Иоанна (нем. Der Schweriner Dom St. Marien und St. Johannis) — лютеранский собор в городе Шверине (Мекленбург-Передняя Померания).
Собор, трёхнефная базилика, построен в 1260-1416 годы. Известно, что в 1228 году на его месте была освящена романская церковь, заложенная ещё 9 сентября 1171 года, и от которой сохранился парадный портал у южного бокового нефа. По своим размерам он считается одним из самых крупных зданий, построенных в стиле кирпичной готики. По длине своего главного нефа, равной 100 м, собор считается самой крупной церковью ганзейского периода на Балтике. Высота его башни, построенной лишь в 1889—1892 годах по проекту Георга Даниэля, составляет 117,5 м. Современный вид собор приобрёл только в 1980-е годы. Рядом с собором расположены Рыночная площадь и искусственное озеро Пфаффентайх.
В храме находится бронзовая эпитафия герцогине Елене, отлитая в нюрнбергской мастерской Петера Фишера в 1527 году.

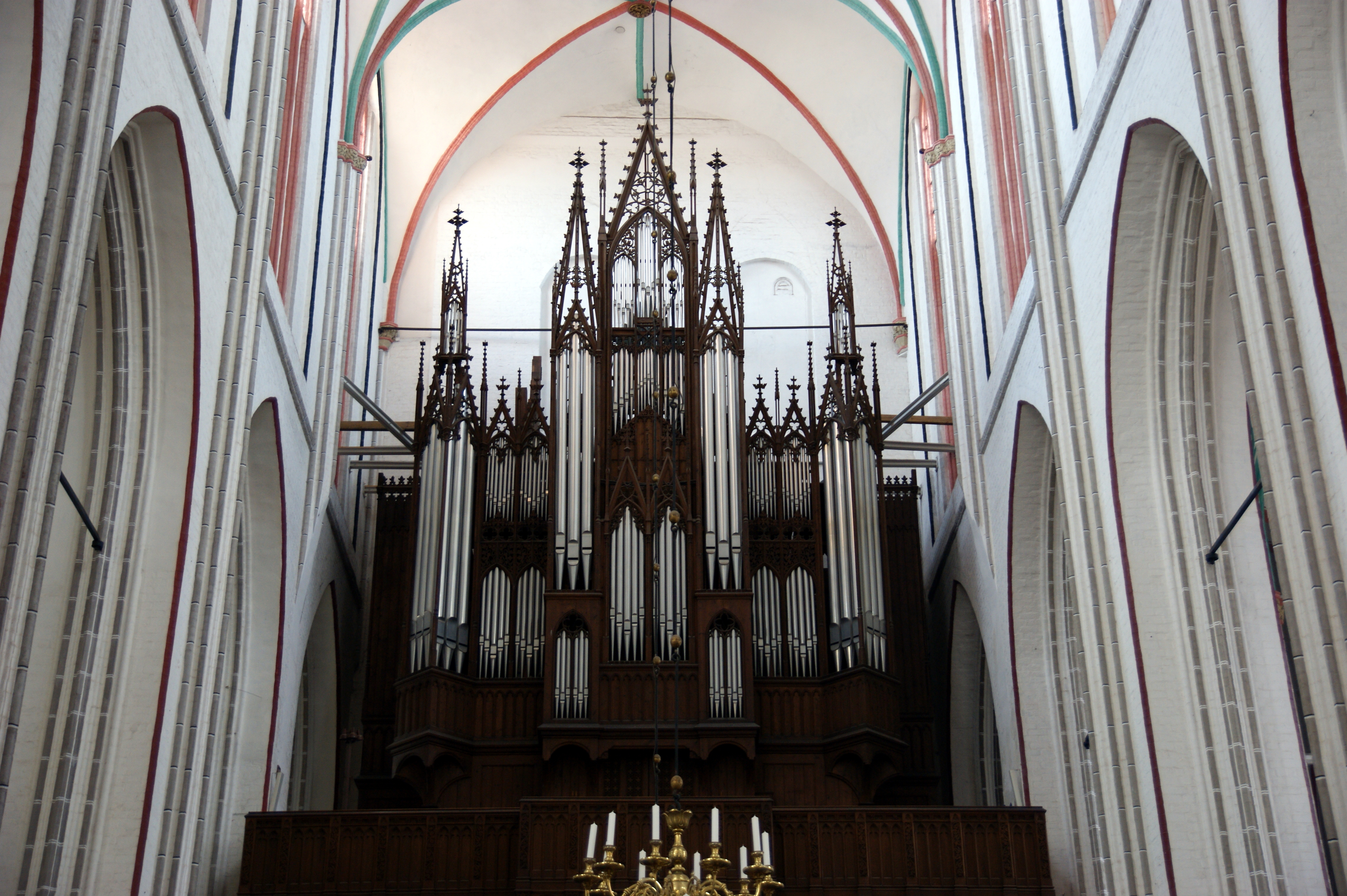
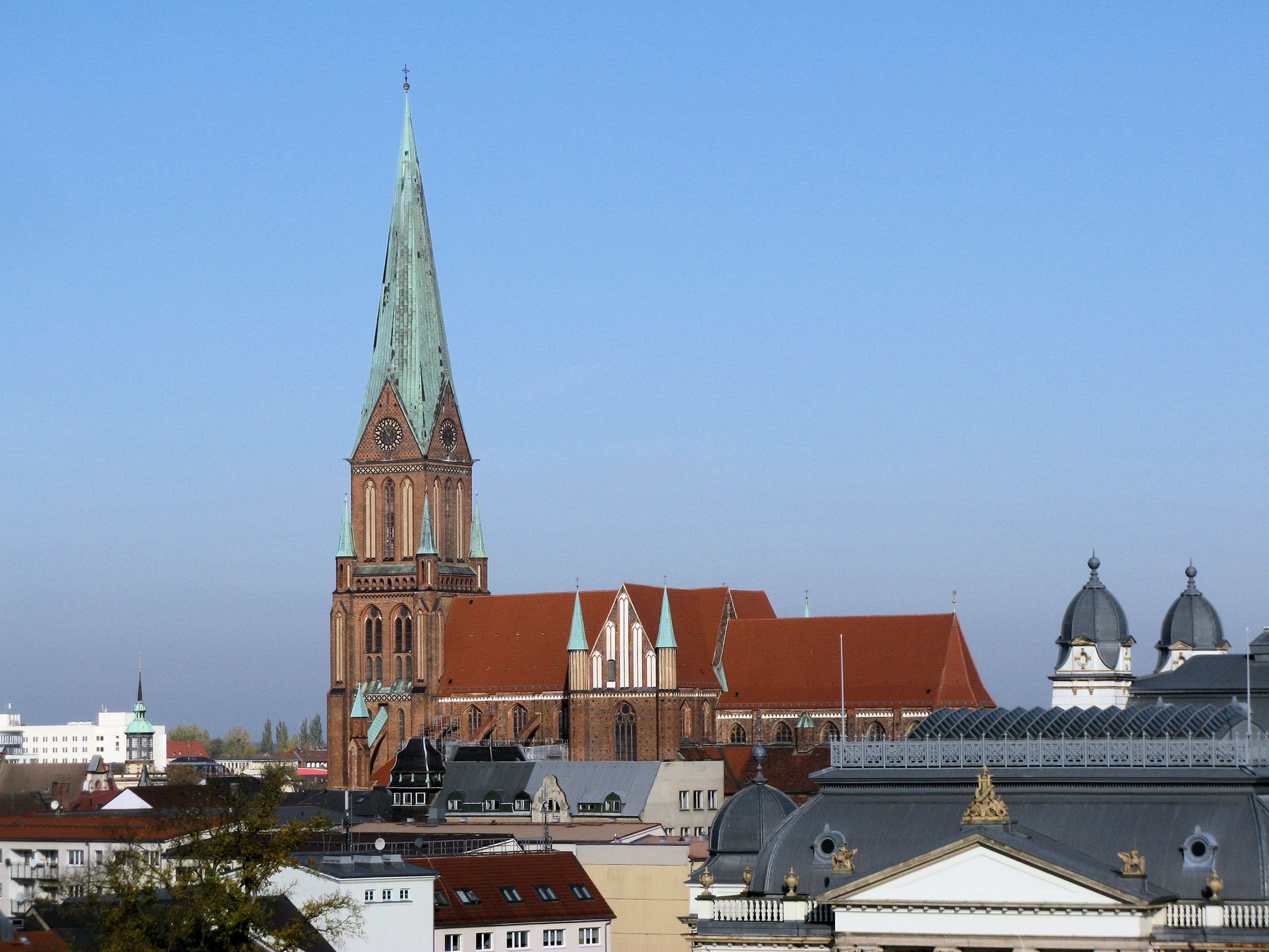
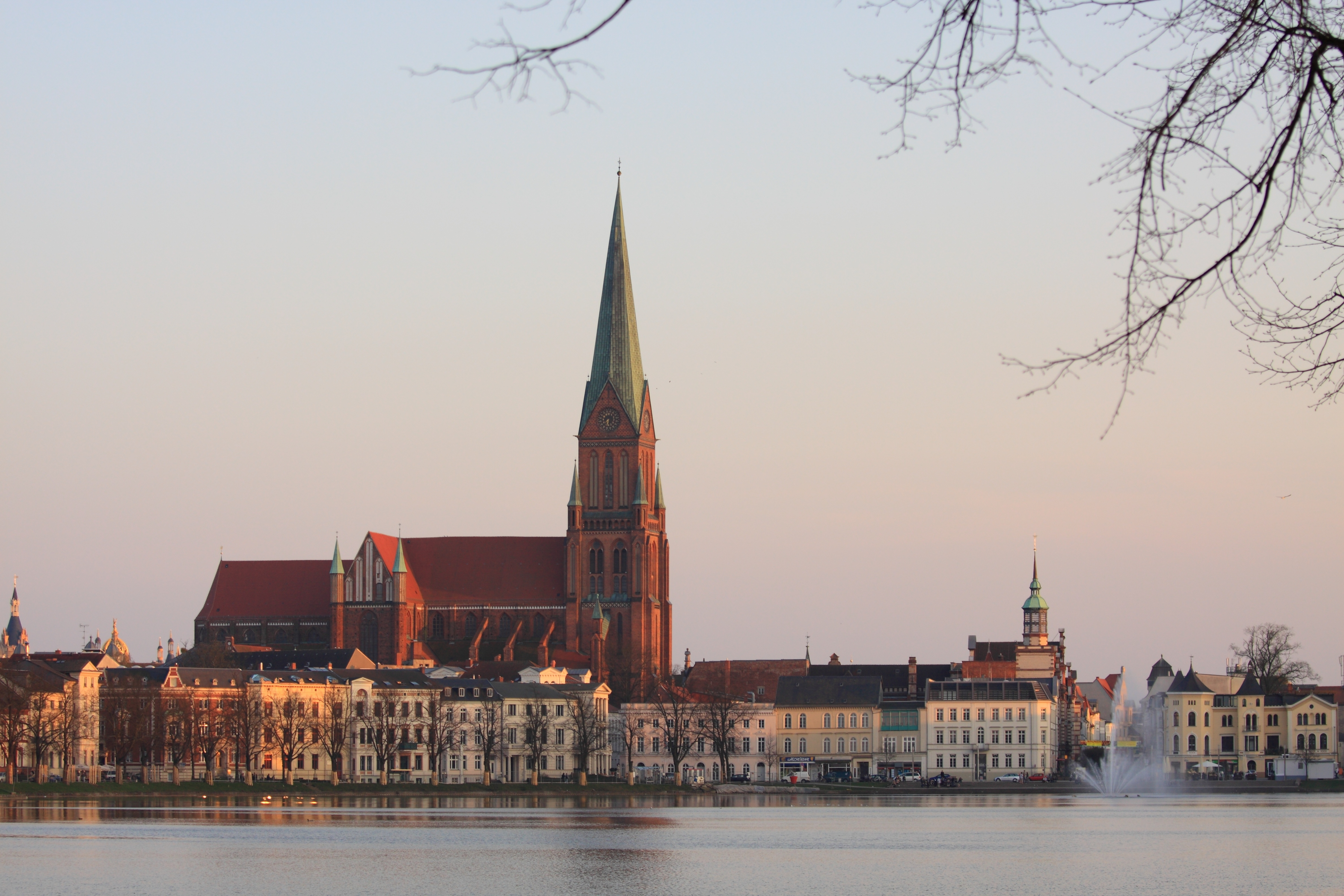